# Деркач лучний
Дерка́ч лучни́й (Crex crex) — невеликий птах родини пастушкових. Північно-євразійський вид. В Україні гніздовий, перелітний птах. Вид перебуває під охороною Бернської конвенції та ряду інших природоохоронних документів.

## Етимологія
Свою назву цей птах отримав за гучний крик «дерк-дерк», який видає під час шлюбного періоду, перш за все вночі. Птах, що кричить, витягає шию вперед та час від часу повертає її у різні боки. Цей крик чути досить далеко — до 1 км й більше.

## Опис
Довжина тулуба деркача становить 20—25 см, розмах крил 46—53 см, вага його — 125—210 г. У нього пір'я рудувато-буре з боків з білими смугами. Підборіддя та верхня частина шиї світло-сірі. Верхня частина голови, махові пір'я крил та рульові хвоста — каштанові. Тулуб сплющений з боків, витягнута шия, короткий дзьоб. Ноги буроватого кольору.

## Поширення
Деркач мешкає по всій Європі, за винятком північніших та найпівденніших її частин. Також є у Малій Азії, на півночі Ірану, середніх частинах Західного та Середнього Сибіру, на схід до річки Вілюй та Байкалу (Росія).
Деркач — гніздовий перелітний птах на всій території України.

## Спосіб життя

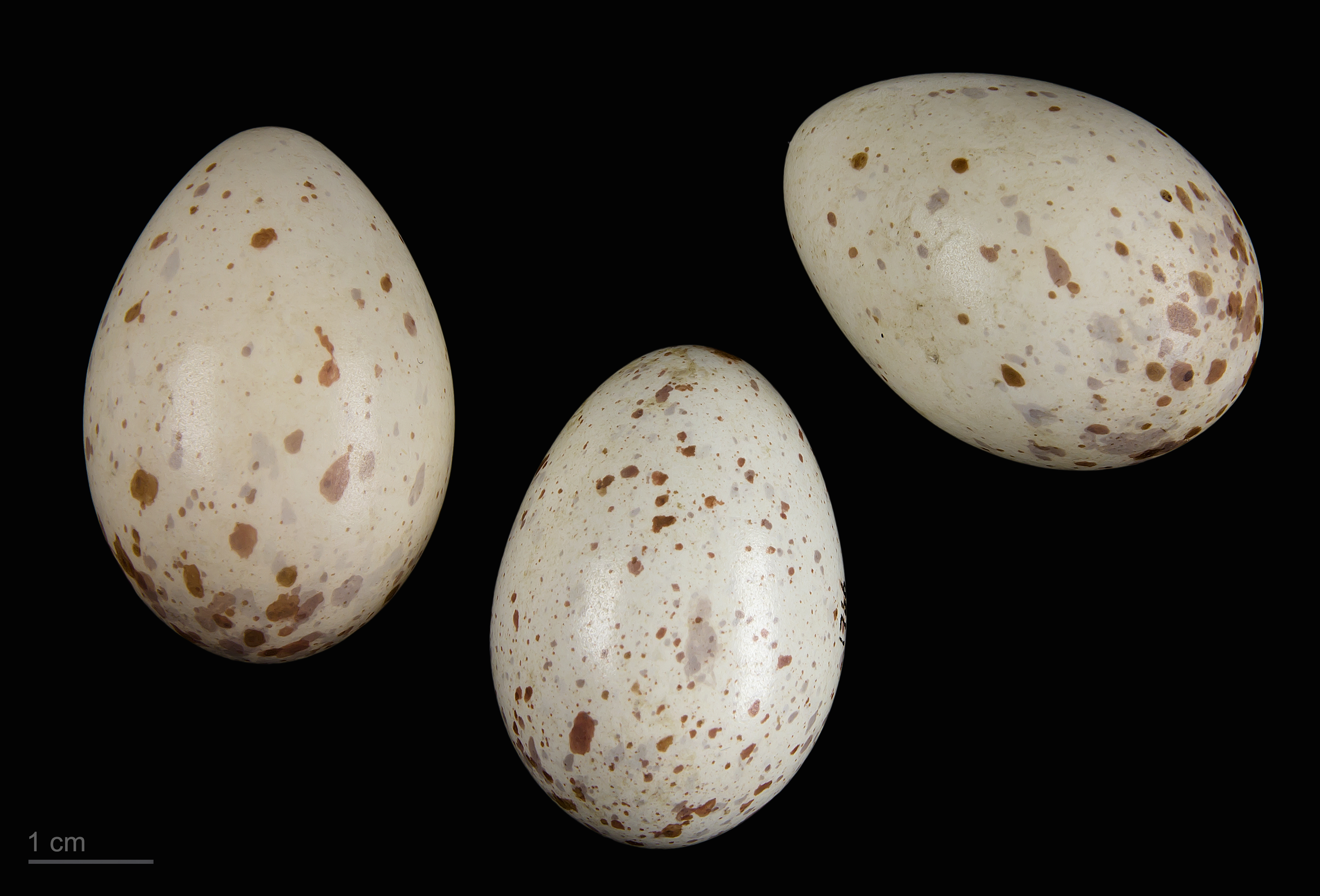
Яйця деркача в оологічній колекції, Тулузький музей

Більшу частину життя проводить на землі у заростях високої трави. Найулюбленіші місця — трависті луки, луки із заростями чагарників, хлібні та конюшинові поля. За небезпеки намагається врятуватися втечею. Бігає досить швидко, вправно перебігає поміж травою та часто змінює напрямок бігу. Сполоханий деркач перелітає недалеко та знову опиняється у траві. Під час перельоту літає швидко.
Деркача побачити вдається рідко, але його можна почути за його криком у шлюбний період.
Живуть деркачі поодинці й ніколи не утворюють зграй. Поодинці вони відлітають на зимівлю. Зимує він в Африці. Він повертається із зимування досить пізно. На півдні свого ареалу з'являється наприкінці квітня, на півночі — наприкінці травня. Після прильоту деркач починає шлюбні крики. Гніздиться він парами. Гніздо розміщується на землі серед трави та чагарників. Це глибока ямка, яка викладена сухим бадиллям злаків. Розміри гнізда: діаметр — 12—15 см, діаметр лотка — 11—12 см, висота — близько 7,5 см, глибина лотка — 3,5 см.
Деркач відкладає 2 кладки на рік. Кладка деркача складається з 7—12 яєць, частіше 9—10. Розміри їх — 34—42 × 24—30 мм. Вони висиджуються 15—17 днів. Пташенята проводять у гнізді декілька годин у гнізді. У віці 1 тижня вони починають самостійне життя. Після виводу деркачат з гнізда у дорослих птахів відбувається линяння.
Восени вони починають відлітати на зимівлю (у серпні—вересні).
Живляться рослинною та тваринною їжею, зокрема комахами, хробаками, слимаками, павуками, насінням трав, інколи зернами культурних злаків.

## Охорона
Стан більшості природних популяцій виду в межах ареалу залишається більш-менш стабільним. Саме тому він, згідно Червоного списку МСОП, отримав охоронний статус «відносно благополучний вид». Але в окремих регіонах спостерігається тенденція до зниження чисельності популяції виду, що потребує запровадження охоронних заходів. Тому, деркач лучний занесений до Додатку ІІ Бернської конвенції (охоронна категорія: вид підлягає особливій охороні) та Резолюції 6 (види, що потребують спеціальних заходів збереження їхніх оселищ) цієї ж конвенції. Крім того, вид охороняється Директивою Європейського Союзу 2009/147/ЄС «Про захист диких птахів» (Додаток І. Види і підвиди, що знаходяться під загрозою вимирання, які є вразливими, рідкісними або специфічними з екологічної точки зору). На регіональному рівні в Україні деркач лучний занесений до Червоних книг/списків тварин м. Київ, Дніпропетровської та Луганської областей.

## Практичне значення
М'ясо деркача досить смачне, проте його добувають у невеликій кількості внаслідок невеликих розмірів птаха. Має лише вагу для мисливців-любителів.